# راجح عمر
راجي عمر (بالإنجليزية: Rageh Omaar)، صحفي صومالي مواليد 19 يوليو 1967، عمل في التلفيزيون البريطاني كمقدم وكاتب للأخبار في منطقة الصومال، أصدر آخر كتبه فقط نصف مني يصف فيه كيف يتعامل مع هذه الفروقات بين من هويتيه، انتقل بعدها إلى قناة البي بي سي وفي سبتمبر من العام 2006 انتقل إلى قناة الجزيرة الإنكليزية يقدم فيها برنامج شاهد عيان (witness) يناقش فيه الأفلام الوثائقية.

## حياته
ولد راجح في العاصمة الصومالية مقديشو, وهو ابن رجل لاجي من شمال الصومال إلى الجنوب الصومال، انتقلت عائلته وعمره سنتين إلى بريطانيا.
درس راجح في مدرستين مستقلتين هما: مدرسة دراغون في مدينة أوكسفورد في مقاطعة اوكسفوردشير وكلية شلتنام في مدينة شلتنام في مقاطعة غلوسترشير ،قبل أن يلتحق بقسم التاريخ المعاصر في جامعة أوكسفورد.
أبرز إنجازاته المهنية كانت تغطيته المباشرة للحرب في الصومال والعراق.

## خبراته المهنية
بدأ حياته المهنية كمتدرب في جريدة ذا فويس، انتقل عام 1991 إلى إثيوبيا حيث عمل كمراسل حر، عمل فيها لقناة البي بي سي ،عاد إلى لندن بعد انقضاء سنة من وجوده هناك ثم انتقل إلى جنوب أفريقيا بعد أن عينته القناة كمراسل في إفريقيا.
تغطية غزو العراق
90 بالمائة من المتابعين لراجي عرفوه عن طريق تغطيته لحرب العراق سواء عن طريق التغطية الأسبوعية أو التغطية اليومية، تحدثت عنه الصحافة العالمية من بينها جريدة الواشنطن بوست, ارتفعت شعبيته خصوصاً في التاسع من أبريل عام 2003 حينما تابع معه 43 مليون بزيادة في نسبة مشاهدين القناة إلى 48 في المائة تغطيته الحية لسقوط تمثال صدام حسين على البي بي سي.
ألف كتاب يحكي فيه عن تجربته في العراق اسماه الثورة اليوم, يتحدث الكتاب عن آثار النظام السابق وعقوبات الأمم المتحدة وأثرها على المدنيين العراقيين.
فاز راجي بجازة إما لأفضل صحفي أجنبي.
رأيه بشأن التغطية الإعلامية للحرب على العراق
أعرب راجح عن أسفه من تناول الإعلام البريطاني للحرب في العراق حيث انصب اهتمامهم على سقوط النظام وقضية البحث عن الأسلحة ولم يهتموا بمأساة الشعب العراقي، وأُنتج فيلم مقتبس من بعض تقاريره من الحرب على العراق وهو تحت أقدام الجيش الغازي.
يقول أنه تساءل في فترة استعداد الجنود الأمريكيين والبريطانيين لغزو العراق عن ماذا سيحصل بعد ست سنوات لكن الآن وبعد مرور ست سنوات لم يحدث شيء.
انتقاده للبي بي سي
يوضح راجي سبب مغادرته لقناة البي بي سي فيقول: أردت أن كون صحفي مستقل، أن أقوم بعمل مشاريع للناس، أن أكون حر.وحين سئل عما إذا كان بقاءه في القناة قد يكون له تأثير أكبر فقال: لا أعتقد، كثير من الناس ومن خلفيات مختلفة كانت في القناة وقد حاولت لكن لم تنجح.
وفد نعت راجي البي بي سي قائلاً: أنها نادي للرجل الأبيض.
ويقول: ربما أكون أنا مذنب في بعض النواحي، أنا درست في مدارس عامة، ودرست في أوكسفورد، أزور الكثير من المدارس الصومالية ويسألني الأطفال فيها: كيف أصبحت صحفي نحن من نفس المجتمع لكننا لا نملك اللكنة التي لديك. إنها مسألة طبقية ليست مجرد تفضيل للأبيض، أنها أكثر دهاء.اتباتب

## حياته الشخصية
تزوج راجي في عام 2000 من جورجينا روز "نينا" مونتغيمري كونينام ابنة السير جون مونتغمري كونينام, ويعيش في منطقة شيزويك غرب لندن مع أطفالهم الثلاثة لولا، سامي, وزاك.
يعيش في لندن ويعمل لقناة الجزيرة الإنكليزية في مكتبها في لندن.